# Ptačí potok
Ptačí potok je pravostranným přítokem Modravského potoka, horního toku šumavské řeky Vydry. Délka toku činí 4,3 km. Plocha povodí měří 5,5 km².
V létě 2011 v oblasti Ptačího potoka organizovali ekologičtí aktivisté blokádu proti nelegálnímu kácení stromů, které se policie snažila zabránit. Účastníci blokády po třech týdnech uspěli a posléze jim dal za pravdu i soud.

## Průběh toku
Potok pramení na západním svahu Černé hory v nadmořské výšce asi 1220 metrů. Protéká dále Biskupskou slatí až k bývalé Ptačí nádrži, která v minulosti sloužila k nadržování vody pro plavení dřeva na Modravském potoce. Zde se spojuje s potokem Mokrůvka, který pramení na severním svahu Malé Mokrůvky (1330 m) a Mrtvého vrchu (1254 m). Dále pokračuje severozápadním směrem až k soutoku s Modravským potokem, který je horním tokem řeky Vydry.

### Větší přítoky
- levé – Mokrůvka